# Come Over (canção de Aaliyah)
"Come Over" é uma canção gravada pela cantora norte-americana Aaliyah. Foi escrita por Phalon "Jazze Pha" Alexander, Johntá Austin, Bryan-Michael Cox e Kevin Hicks, com produção de Alexander, Cox e Hicks e vocais adicionais do cantor Tank. A canção foi originalmente gravada para o terceiro álbum de estúdio da cantora (2001), mas acabou sendo deixada de fora da lista de faixas final. Uma vez descartada, "Come Over" foi entregue duo norte-americano Changing Faces, que incluíram-a em seu terceiro álbum, Visit Me (2000).
Após a morte de Aaliyah em 15 de agosto de 2001, sua versão de "Come Over" foi oficialmente lançada e incluída na coletânea póstuma I Care 4 U (2002), sendo promovida como quarto e último single do projeto em 27 de maio de 2003 pela Blackground Records e Universal Records. Um sucesso comercial moderado, "Come Over" alcançou a 32ª posição da Billboard Hot 100 e o top dez do gráfico Hot R&B/Hip-Hop Songs.

## Antecedentes e gravação
"Come Over"  foi escrita por Johntá Austin, Bryan-Michael Cox, Kevin Hicks e Phalon "Jazze Pha" Alexander, sendo produzida por Cox, Hicks e Alexander. Foi gravada um dia após a gravação de "I Don't Wanna" (1999). Ao falar sobre a gravação da canção, Pha relembrou: "esse foi o trabalho mais angelical e sem esforço que já fiz, e nem era trabalho", ele também descreveu trabalhar com Aaliyah como "mágico, com alguns contratempos".
A canção também conta com vocais de apoio do cantor Tank. Em uma entrevista, Tank discutiu como ele chegou na canção, dizendo: "Na canção que você me ouve, 'Come Over', eu simplesmente entrei no estúdio naquele dia. Nós íamos dar uma olhada na Aaliyah, e ela estava trabalhando com Johntá Austin", ele disse no programa do YouTube. "Assim que eu entrei, ela disse 'Tank pode fazer isso', Johnta também disse 'Tank pode fazer isso', e eu fiquei tipo 'Tank pode fazer o quê?".  Foi originalmente gravada para o terceiro álbum de estúdio de Aaliyah (2001) no Sony Music Studios em Nova York, mas acabou sendo deixada de fora da lista de faixas final. Eventualmente, a canção foi entregue ao duo feminino Changing Faces, as quais gravaram a canção para seu terceiro álbum, Visit Me (2000).

## Recepção da crítica
Ross Scarano da Complex elogiou a voz de Aaliyah na música, dizendo: "A voz de Aaliyah dá tantas saudades. A leveza de seu toque ao esticar e vibrar a sílaba final de uma palavra como 'over' em 'Come Over' é muito bonita". Scarano também sentiu que certas partes da música, como a parte do celular descarregando, eram divertidas.

## Tabelas musicais

### Tabelas semanais
| Tabelas musicais (2003)                            | Melhor posição |
| -------------------------------------------------- | -------------- |
| Estados Unidos (Billboard Hot 100)                 | 32             |
| Estados Unidos - Radio Songs (Billboard)           | 29             |
| Estados Unidos - R&B/Hip-Hop Airplay (Billboard)   | 9              |
| Estados Unidos - Hot R&B/Hip-Hop Songs (Billboard) | 9              |